# Prays temulenta
Prays temulenta là một loài bướm đêm thuộc họ Yponomeutidae.